# Eressa
Eressa là một chi bướm đêm trong họ Erebidae.

## Cac loài
- Eressa affinis Moore, 1877
- Eressa africana Hampson, 1914
- Eressa analis Aurivillius, 1925
- Eressa angustipenna Lucas
- Eressa aperiens Walker
- Eressa buddha Zerny, 1931
- Eressa confinis Walker, 1854
- Eressa dammermanni van Eecke, 1933
- Eressa deliana Roepke, 1935
- Eressa discinota Moore
- Eressa dohertyi Rothschild
- Eressa eressoides Hampson
- Eressa erythrosoma Hampson
- Eressa furva Hampson
- Eressa geographica Meyrick, 1886
- Eressa ichneumoniformis Rothschild
- Eressa javanica Obraztsov, 1954
- Eressa lepcha Moore
- Eressa lutulenta Snellen
- Eressa megalospila Turner, 1922
- Eressa megatorna Hampson
- Eressa microchilus Hampson
- Eressa multigutta Walker
- Eressa naclioides Felder, 1861
- Eressa nigra Hampson
- Eressa paurospila Turner, 1922
- Eressa pleurosticta Hampson, 1910
- Eressa quinquecincta Hampson
- Eressa rubribasis Joannis, 1912
- Eressa semifusca Hampson
- Eressa siamica Walker
- Eressa simplex Rothschild
- Eressa strepsimeris (Meyrick, 1886)
- Eressa subaurata Walker
- Eressa vespa Hampson
- Eressa vespina Rothschild, 1912
- Eressa vespoides Rothschild
- Eressa ypleta Swinhoe